# Missaglia
Missaglia – miejscowość i gmina we Włoszech, w regionie Lombardia, w prowincji Lecco.
Według danych na rok 2004 gminę zamieszkiwało 7185 osób, 653,2 os./km².